# Ašer Chasin
Ašer Chasin (hebrejsky: אשר חסין, žil 7. července 1918 – 27. března 1995) byl izraelský politik a poslanec Knesetu za strany Mapaj, Ma'arach, Izraelská strana práce a opět Ma'arach.

## Biografie
Narodil se ve městě Casablanca v dnešním Maroku, kde vystudoval učitelský seminář. V roce 1948 přesídlil do Izraele.

## Politická dráha
V Maroku patřil mezi předáky sionistické federace. Vydával list ha-Aviv, vedl svaz hebrejských učitelů a Hebrejský klub v Casablance. V Izraeli předsedal Svazu imigrantů ze severní Afriky.
V izraelském parlamentu zasedl poprvé po volbách v roce 1959, do nichž šel za Mapaj. Byl členem výboru pro veřejné služby a výboru pro vzdělávání a kulturu. Znovu se v Knesetu objevil po volbách v roce 1961, kdy kandidoval opět za Mapaj. Stal se členem výboru pro ekonomické záležitosti, výboru pro vzdělávání a kulturu a výboru pro veřejné služby. Předsedal podvýboru pro zastavení vysílání v maghrebštině. Opětovně byl zvolen ve volbách v roce 1965, nyní na kandidátce formace Ma'arach. V průběhu volebního období dočasně přešel s celou stranou do poslaneckého klubu Strany práce, aby se pak vrátil k názvu Ma'arach. Byl členem výboru pro veřejné služby a výboru pro vzdělávání a kulturu. Ve volbách v roce 1969 poslanecký mandát neobhájil.